# دييغو ديمه
دييغو دييم (بالألمانية: Diego Demme)‏ (21 نوفمبر 1991 هرفورد ألمانيا - ) هو لاعب كرة قدم ألماني، يلعب ك‍وسط دفاعي.

## وصلات خارجية
دييغو ديمه على موقع الاتحاد الأوربي (الإنجليزية)
- دييغو ديمه على موقع إي إس بي إن إف سي (الإنجليزية)
- دييغو ديمه على موقع قاعدة بيانات كرة القدم.إي يو (الإنجليزية)
- دييغو ديمه على موقع بيانات كرة القدم. دي إي (الألمانية)
- دييغو ديمه على موقع ليكيب (الفرنسية)
- دييغو ديمه على موقع ناشيونال فوتبول تيمز (الإنجليزية)
- دييغو ديمه على موقع Soccerbase.com (لاعب) (الإنجليزية)
- دييغو ديمه على موقع Soccerway.com (الإنجليزية)
- دييغو ديمه على موقع عالم كرة القدم.نت (الإنجليزية)
- دييغو ديمه على موقع AS.com (الإسبانية)